# 3 bodas de más
3 bodas de más	 is een Spaanse film uit 2013, geregisseerd door Javier Ruiz Caldera.

## Verhaal
Ruth (Inma Cuesta) wordt in één maand uitgenodigd voor de bruiloften van drie van haar ex-vriendjes. Ze durft niet te weigeren en vraagt stagiair Dani om haar te vergezellen. Al gauw komen ze in bizarre situaties terecht.

## Rolverdeling
| Acteur             | Personage  |
| ------------------ | ---------- |
| Inma Cuesta        | Ruth       |
| Martiño Rivas      | Dani       |
| Quim Gutiérrez     | Jonás      |
| Berto Romero       | Pedro      |
| Paco León          | Mikel      |
| Laura Sánchez      | Álex       |
| Silvia Abril       | Lucía      |
| Rossy de Palma     | Mónica     |
| María Botto        | Sara       |
| Joaquín Reyes      | Padre Ruth |
| Bárbara Santa-Cruz | Catalina   |

## Ontvangst

### Prijzen en nominaties
De film werd genomineerd voor zeven Premios Goya.
| Jaar | Prijs                           | Categorie                | Genomineerde                    | Resultaat   |
| ---- | ------------------------------- | ------------------------ | ------------------------------- | ----------- |
| 2014 | Premios Goya (28ste uitreiking) | Beste actrice            | Inma Cuesta                     | Genomineerd |
| 2014 | Premios Goya (28ste uitreiking) | Beste debuterend acteur  | Berto Romero                    | Genomineerd |
| 2014 | Premios Goya (28ste uitreiking) | Beste origineel scenario | Pablo Alén, Breixo Corral       | Genomineerd |
| 2014 | Premios Goya (28ste uitreiking) | Beste montage            | Alberto de Toro                 | Genomineerd |
| 2014 | Premios Goya (28ste uitreiking) | Beste productieontwerp   | Marta Sánchez de Miguel         | Genomineerd |
| 2014 | Premios Goya (28ste uitreiking) | Beste kostuums           | Cristina Rodríguez              | Genomineerd |
| 2014 | Premios Goya (28ste uitreiking) | Beste grime en haarstijl | Eli Adánez, Sergio Pérez Algaba | Genomineerd |